# Masloševo
Masloševo (en serbe cyrillique : Маслошево) est un village de Serbie situé dans la municipalité de  Stragari (Kragujevac), district de Šumadija. Au recensement de 2011, il comptait 425 habitants.

## Démographie

### Évolution historique de la population
| 1948  | 1953 | 1961 | 1971 | 1981 | 1991 | 2002 | 2011 |
| ----- | ---- | ---- | ---- | ---- | ---- | ---- | ---- |
| 1 047 | 979  | 908  | 809  | 685  | 603  | 478  | 425  |

|  |